# 닐 패트릭 해리스
닐 패트릭 해리스(영어: Neil Patrick Harris, 1973년 6월 15일 ~ )는 미국의 배우이다. 《천재소년 두기》의 두기, 《How I Met Your Mother》의 바니 스틴슨, 《해롤드와 쿠마》의 닐 패트릭 해리스, 《Dr. Horrible's Sing-Along Blog》의 닥터 호러블 역으로 유명하다. 또한 헐리우드에 있는 매직 캐슬의 이사회 회장을 지냈으며, 태넌스 매직 루이스 상을 수상한 바 있다.
2006년에 해리스는 공식적으로 게이로 커밍아웃했으며, 애인 데이비드 버트카가 자신이 출연한 드라마 《How I Met Your Mother》에 나올 수 있드록 도움을 줬다고 밝혔다. 2009년 6월 7일 제63회 토니상과 같은 해 9월 20일 제61회 에미상의 진행을 맡았다.

## 출연
- 2021년 - 매트릭스: 리저렉션
- 2017년 - 다운사이징 - 제프 역
- 2014년 - 나를 찾아줘 - 데지 콜링스 역
- 2013년 - 개구쟁이 스머프2 (The Smurfs 2) - 패트릭 윈슬로우 역
- 2011년 - 개구쟁이 스머프 (The Smurfs) - 조한 역
- 2011년 - 해롤드와 쿠마 3 (A Very Harold & Kumar 3D Christmas)
- 2010년 - 비스틀리 (Beastly) - 윌 역
- 2005년 ~ 2014년 - 내가 그녀를 만났을 때(How I Met Your Mother) - 바니 스틴슨 역
- 2004년 - 해롤드와 쿠마 (Harold and Kumar Go to White Castle) - 닐 역
- 1999년 - 잔다르크 (Joan of Arc) - 킹 찰스 역
- 1997년 - 스타쉽 트루퍼스 (Starship Troopers) - 칼 젠킨스 역
- 1995년 - 내 사랑 안토니아 (My Antonia) - 지미 버든 역
- 1995년 - 다락방의 정사 (The Man in the Attic) - 에드워드 브로더 역
- 1991년 - 새로운 시작을 위해 (TV) (Stranger In The Family)
- 1989년 - 고집불통 기자 영감 (Home Fires Burning)
- 1989년 - 천재소년 두기 (Doogie Howser, M.D.)
- 1988년 - 외계 소년 퍼플 (Purple People Eater)